# ボビー・ディ・シッコ
ボビー・ディ・シッコ（Bobby Di Cicco、1954年 - ）は、アメリカ合衆国の俳優。

## 出演作品
- 天使のわんちゃん／チャーリーとイッチー
- グーリーズ／肉体の小悪魔
- マニアックコップ3／復讐の炎
- コンクリート・ウォー
- シーズ・バック／奥様はユーレイ
- 弾丸刑事ニック＆フランク
- ゴースト・アーミー／怨霊部隊
- フィラデルフィア・エクスペリメント（ジム・パーカー）
- スプラッシュ
- ラブ IN ニューヨーク
- 最前線物語
- 1941（ウォーリー・スティーヴンス）
- 抱きしめたい